# Böjning (grammatik)
Böjning (även flexion) är en term inom grammatiken och hör till språks morfologi, det vill säga ordens formlära inom lingvistiken. Böjning syftar på de systematiska förändringar av ett ord som förändrar dess grammatiska betydelse.
En uppställning av ett ords samtliga böjningsformer kallas paradigm. I språk som liknar svenskan börjar de med en invariant del, stam, och en del som varierar, ändelse. Den omvända ordningen att böja orden med en förstavelse följt av ordstammen förekommer i filippinska. Där upprepas verbstammens första stavelse om handlingen är ofullbordad. Att böja ord genom upprepning kallas  reduplikation och är vanligt globalt, men inte i det språkförbund som de europeiska språken utgör.
I skolgrammatiken som historiskt utgått från studier i latin och grekiska skiljer man på böjning av ordklasserna substantiv, adjektiv, pronomen och räkneord, som kallas deklination, medan böjning av verb kallas konjugation. Participen bildas av verbstammar men böjs enligt samma mönster som adjektiv.
Enligt ett modernare synsätt består satser av nominalfraser och verbfraser. Deklination handlar då om böjningar av nominalfrasen, ett helt block av ord som syntaktiskt fungerar som en benämning, medan konjugation handlar om att böja ett block av ord som syntaktiskt fungerar som ett predikat.
Med tiden kan ett sätt att böja ord falla i glömska, så att ett ord och dess böjningsform uppfattas som två olika ord. Ett exempel är de germanska kausativa verben som uppstått ur en böjningsform som angav följden av ett verb med hjälp av ändelsen -janą plus preteritumformen. Vid den tiden var alla verb starka så det innebar en vokalväxling: *fallaną (falla) → *fallijaną (fälla): "att orsaka fall". Idag uppfattas falla och fälla som olika verb.